# Melrose Place (serie televisiva 1992)
Melrose Place è stata una serie televisiva creata da Darren Star e prodotta da Aaron Spelling. Fu trasmessa negli Stati Uniti dall'emittente Fox dall'8 luglio 1992 al 24 maggio 1999.
In Italia debuttò su Italia 1 il 7 ottobre 1993 e si concluse il 16 luglio 2000 (dall'11 settembre al 23 ottobre 1996 è stata trasmessa in prima serata da Rete 4).
Melrose Place è la seconda serie del franchise di Beverly Hills 90210.
Le riprese della serie sono state realizzate in teatri di posa a Santa Clarita, in California.
Lo show ha affrontato diversi cambiamenti nel cast; Thomas Calabro è stato l'unico attore a essere presente dal primo episodio, per tutta la durata dello show, sino alla sua conclusione.
Negli Stati Uniti Melrose Place è stato candidato più volte agli Emmy e si è piazzato 51º nella classifica degli show New Classic Tv stilata da Entertainment Weekly.
In Italia è apparsa un paio di volte tra le serie finaliste candidate per ricevere il Telegatto, senza mai vincere.

## DaBeverly Hills 90210aMelrose Place
Per lanciare Melrose Place fu creato un incrocio (crossover) tramite una storia d'amore tra Kelly Taylor (Jennie Garth), personaggio di Beverly Hills, 90210, e Jake Hanson (Grant Show), un affascinante operaio che la ragazza aveva ingaggiato per la realizzazione di alcuni lavori (appare negli ultimi due episodi della seconda stagione della serie madre); il rapporto tra i due fu di breve durata e si svolse nei primi tre episodi di Melrose Place al solo scopo di introdurre gli altri personaggi della serie e presentare il nuovo scenario.
Insieme con Jennie Garth, nei primi tre episodi appaiono altri tre personaggi di Beverly Hills, 90210: Brian Austin Green e Ian Ziering nei ruoli di David Silver e Steve Sanders; Tori Spelling invece appare solo nei primi due episodi, nel ruolo di Donna Martin.
Inizialmente presentata come una versione adulta di Beverly Hills, 90210, che si proponeva di raccontare la vita dei ragazzi dopo l'università, Melrose non incontrò i favori del pubblico, risultando non troppo apprezzata nel corso della prima stagione; per questo motivo, Aaron Spelling e gli autori operarono un drastico cambio di rotta.

## La premessa
Lo show è ambientato in un piccolo complesso di appartamenti chiamato Melrose Place, situato a West Hollywood, un distretto di Los Angeles, dove risiedono diversi ragazzi, ognuno con le proprie peculiarità, problematiche esistenziali, sogni e aspirazioni. Il piano originale, nella mente del creatore dello show, prevedeva l'alternarsi di mini storie che si concludessero nell'arco di un solo episodio; quando però la formula si rivelò poco appetibile per il pubblico, gli sceneggiatori iniziarono a sviluppare storie a lungo termine che si evolvevano durante l'intera stagione, trasformando la serie in una soap opera di prima serata, sul modello di precedenti serie di successo prodotte da Aaron Spelling come Dynasty.
A partire dalla seconda stagione iniziano ad essere proposti al pubblico archi di storie più incredibili del normale (come quella di Jo accusata di un omicidio a causa di difesa personale o quella di Sydney che sposa Michael, ex marito di sua sorella, ricattandolo) e, visto il gradimento crescente degli spettatori, si spinse l'acceleratore su questa strada riportando in vita il personaggio di Kimberly Shaw (interpretato da Marcia Cross) che torna come una psicopatica creando situazioni sempre più assurde e spettacolari. Da questo momento in avanti, la follia di Kimberly "contagerà" un po' tutti gli abitanti di Melrose Place e ognuno attraverserà delle fasi di follia rendendo la serie una vera e propria soap opera.

## Cast e personaggi
La stagione iniziale di Melrose Place presenta otto personaggi principali: il dr. Michael Mancini (Thomas Calabro) medico del Wilshire Memorial Hospital, che si trasforma da persona responsabile e marito devoto della prima stagione all'adultero ed irresponsabile delle stagioni successive; Jane Andrews (Josie Bissett), la dolce moglie di Michael, esordiente stilista di moda; Billy Campbell (Andrew Shue), aspirante scrittore che prova ad emanciparsi dai genitori vivendo da solo; Alison Parker (Courtney Thorne-Smith), receptionist alla D&D Advertising; Jake Hanson (Grant Show), operaio e motociclista bad-boy; Matt Fielding (Doug Savant), assistente sociale gay; Rhonda Blair (Vanessa A. Williams), insegnante di aerobica e ballerina, e Sandy Louise Harling (Amy Locane), una bella ragazza del Sud che aspira a diventare attrice mentre lavora come cameriera in un bar chiamato Shooters, che diventa il luogo di ritrovo del gruppo. 
La Locane fu estromessa dalla serie dopo i primi 13 episodi perché il personaggio di Sandy non aveva incontrato i favori del pubblico (l'abbandono repentino del personaggio fu motivato dal fatto che la ragazza aveva ottenuto un ruolo in una nota soap opera e si era dunque trasferita a New York), e fu rimpiazzata da Daphne Zuniga nel ruolo di Jo Beth Reynolds, una fotografa in fuga dal marito violento. Anche il personaggio di Rhonda, interpretato dalla Williams, non riscontrò particolare successo e dunque non fu più presente a partire dalla seconda stagione (l'uscita di scena del personaggio in questo caso fu spiegata come conseguenza del matrimonio con un impresario della ristorazione conosciuto durante gli ultimi episodi della prima).
L'attrice Heather Locklear, che nella prima stagione ha interpretato il ruolo ricorrente di Amanda Woodward, ambizioso capo di Alison, fu promossa a personaggio regolare a partire dalla seconda stagione; nonostante venga sempre accreditata come una special guest star, la Locklear rimarrà nella serie fino alla sua conclusione. Laura Leighton, interprete di Sydney Andrews, turbolenta sorella minore di Jane, viene promossa a membro del cast fisso a partire dalla terza stagione, dopo esserne stata una presenza ricorrente per quasi tutta la seconda.
La quarta stagione vide la promozione a personaggi fissi di altri tre personaggi ricorrenti: la dott.ssa Kimberly Shaw (Marcia Cross), una collega di Michael con cui ebbe una relazione clandestina nella seconda stagione (che causò la fine del matrimonio tra Michael e Jane), poi divenuta ufficiale nella terza, e che ben presto rivelerà una natura perfida e psicopatica; Peter Burns (Jack Wagner), il primario dell'ospedale senza regole introdotto nella terza stagione; e Brooke Armstrong (Kristin Davis), una tirocinante della D&D, già apparsa in modo ricorrente durante la precedente stagione. Il personaggio della Davis fu in seguito ucciso poiché non aveva incontrato i favori del pubblico. Al termine della quarta stagione lascia la serie la prima delle attrici storiche dello show e tra le più amate, Daphne Zuniga.
La quinta stagione vide l'aggiunta al cast di Rob Estes nel ruolo del ristoratore Kyle McBride, Lisa Rinna, nel ruolo di sua moglie Taylor Davis, e Brooke Langton nel ruolo di Samantha Reilly, un'artista e nuova inquilina nel condominio, già conosciuta negli ultimi episodi della quarta stagione. La Bissett e la Cross lasciarono la serie durante la stagione mentre furono aggiunti Kelly Rutherford nel ruolo di Megan Lewis, una prostituta che ha una relazione con Michael, e David Charvet nel ruolo di Craig Field, un collega di Amanda. Il finale di stagione vide l'uscita di scena della Thorne-Smith, di Show e della Leighton.
La première della sesta stagione vide l'uscita di scena di Savant, mentre Alyssa Milano (nel ruolo di Jennifer Mancini, sorella minore di Michael, apparsa durante gli ultimi episodi della quinta stagione) entrò nel cast regolare, insieme a Linden Ashby nel ruolo del violento dr. Brett Cooper ed a Jamie Luner in quello della sua seducente moglie, Lexi Sterling.
A metà della sesta stagione esce di scena Charvet e l'inizio della settima stagione vide l'abbandono di Shue, della Rinna, della Langton, della Milano e di Ashby (escono tutti di scena nell'episodio 7.07) mentre Josie Bissett ritornò ad interpretare il ruolo di Jane Andrews. La settima stagione vide inoltre l'introduzione di John Haymes Newton nel ruolo di Ryan McBride, fratello di Kyle, e di Rena Sofer in quello di Eve Cleary, una donna dal passato di Amanda, che sposa il dr. Burns.
L'attrice Hunter Tylo, nota per essere una delle interpreti della soap opera Beautiful, firmò un contratto per interpretare il ruolo di Taylor Davis McBride, ma quando Aaron Spelling scoprì che l'attrice era incinta, la licenziò. L'attrice fu sostituita da Lisa Rinna, che era a sua volta incinta e che durante le riprese posò senza veli per la rivista Playboy, alla luce dei fatti, Hunter Tylo impugnò il contratto firmato e portò Spelling in tribunale accusandolo di discriminazione, ottenendo un mega risarcimento di 5 milioni di dollari.

### Personaggi principali
- Jane Andrews (stagioni 1-5, 7), interpretata da Josie Bissett, doppiata da Francesca Fiorentini.
- Michael Mancini (stagioni 1-7), interpretato da Thomas Calabro, doppiato da Massimo Rossi.
- Sandy Louise Harling (stagione 1), interpretata da Amy Locane, doppiata da Cinzia De Carolis.
- Matt Fielding (stagioni 1-6), interpretato da Doug Savant, doppiato da Maurizio Fiorentini.
- Jake Hanson (stagioni 1-5), interpretato da Grant Show, doppiato da Riccardo Rossi.
- Billy Campbell (stagioni 1-7), interpretato da Andrew Shue, doppiato da Fabio Boccanera.
- Alison Parker (stagioni 1-5), interpretata da Courtney Thorne-Smith, doppiata da Laura Boccanera.
- Rhonda Blair (stagione 1), interpretata da Vanessa A. Williams, doppiata da Eliana Lupo.
- Jo Beth Reynolds (stagioni 1-4), interpretata da Daphne Zuniga, doppiata da Anna Cesareni.
- Amanda Woodward (stagioni 2-7, ricorrente 1), interpretata da Heather Locklear, doppiata da Liliana Sorrentino.
- Sydney Andrews (stagioni 3-5, ricorrente 2), interpretata da Laura Leighton, doppiata da Chiara Colizzi.
- Kimberly Shaw (stagioni 4-5, ricorrente 2-3), interpretata da Marcia Cross, doppiata da Roberta Greganti.
- Peter Burns (stagioni 4-7, ricorrente 3), interpretato da Jack Wagner, doppiato da Francesco Prando.
- Brooke Armstrong (stagione 4, ricorrente 3), interpretata da Kristin Davis, doppiata da Eliana Lupo.
- Samantha Reilly (stagioni 5-7, ricorrente 4), interpretata da Brooke Langton, doppiata da Eliana Lupo.
- Kyle McBride (stagioni 5-7), interpretato da Rob Estes[2], doppiato da Edoardo Nordio.
- Victoria Taylor Davis (stagioni 5-7), interpretata da Lisa Rinna, doppiata da Rita Baldini.
- Megan Lewis (stagioni 5-7), interpretata da Kelly Rutherford, doppiata da Laura Romano.
- Craig Field (stagioni 5-6), interpretato da David Charvet, doppiato da Francesco Bulckaen.
- Jennifer Mancini (stagioni 6-7, ricorrente 5), interpretata da Alyssa Milano, doppiata da Stella Musy.
- Brett "Coop" Cooper (stagione 6-7), interpretato da Linden Ashby[2], doppiato da Oreste Baldini.
- Alexandra "Lexi" Sterling (stagioni 6-7), interpretata da Jamie Luner, doppiata da Roberta Pellini.
- Ryan McBride (stagione 7), interpretato da John Haymes Newton, doppiato da Nanni Baldini.
- Eve Cleary (stagione 7), interpretata da Rena Sofer, doppiata da Alessandra Korompay.

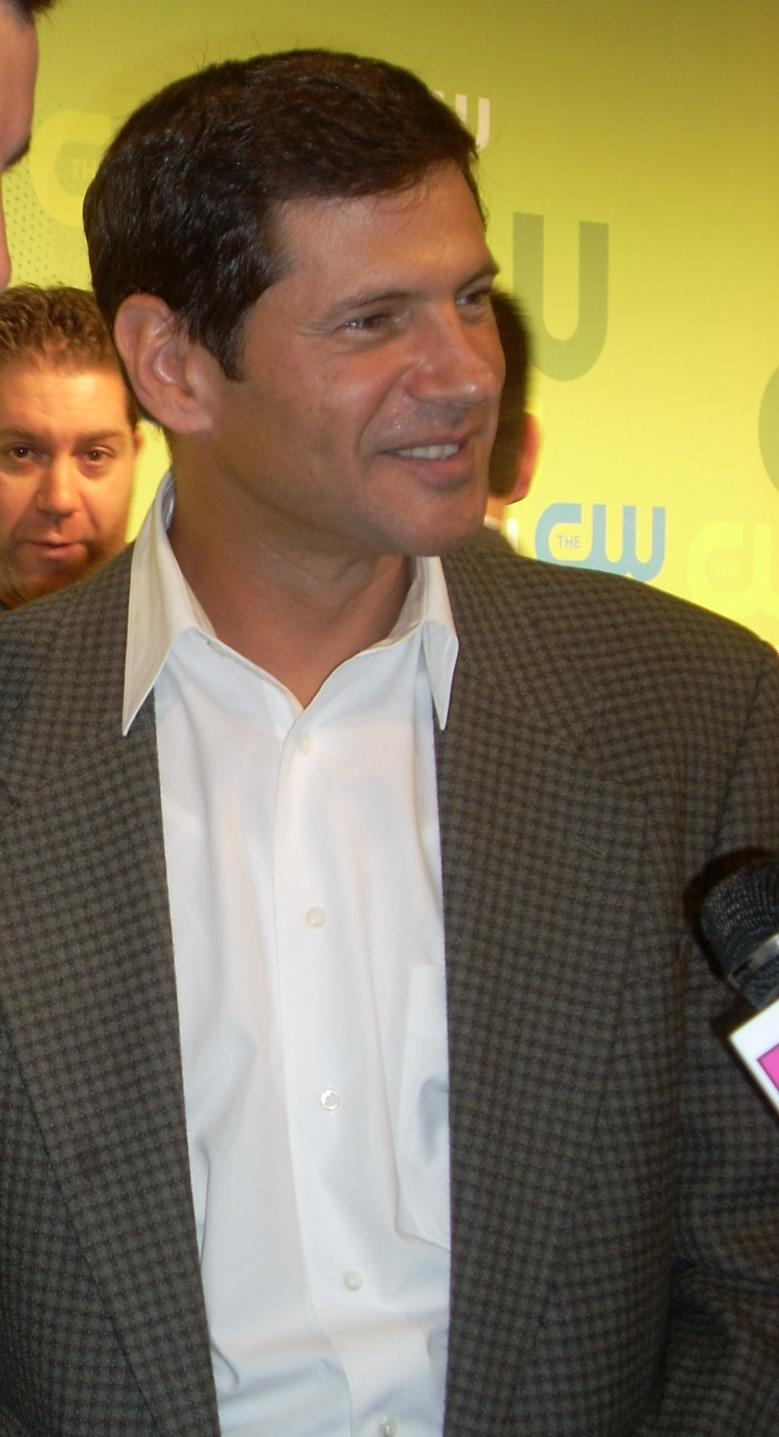
Thomas Calabro interpreta il dr. Michael Mancini
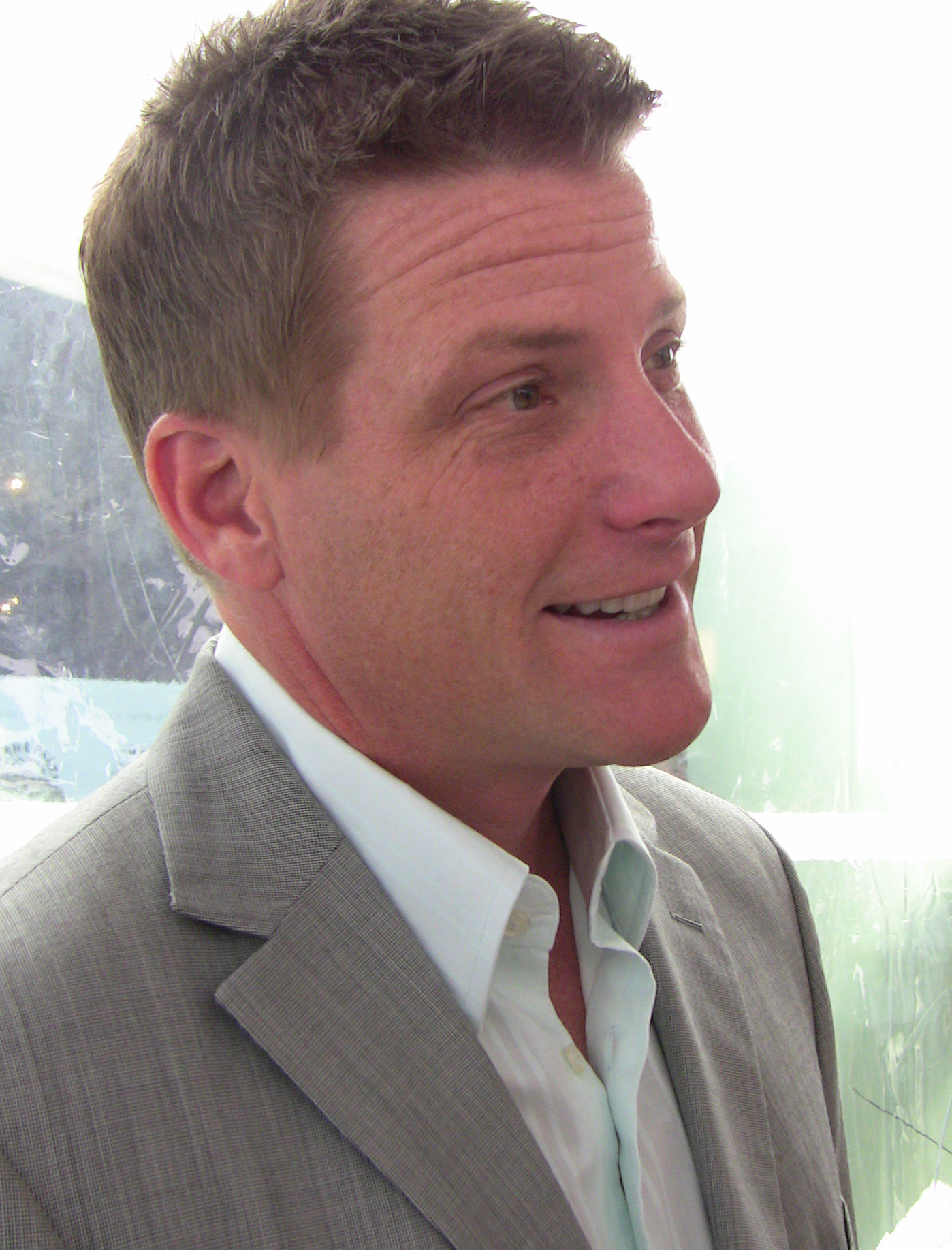
Doug Savant interpreta Matt Fielding
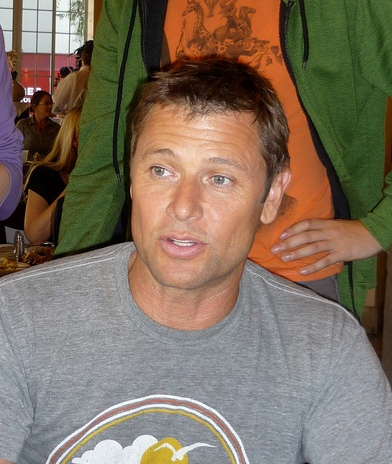
Grant Show interpreta Jake Hanson
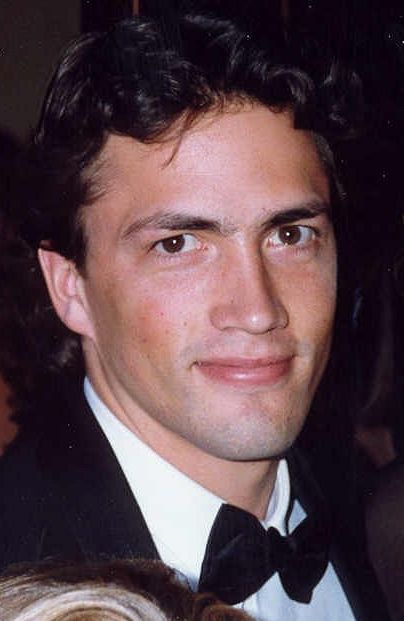
Andrew Shue interpreta Billy Campbell
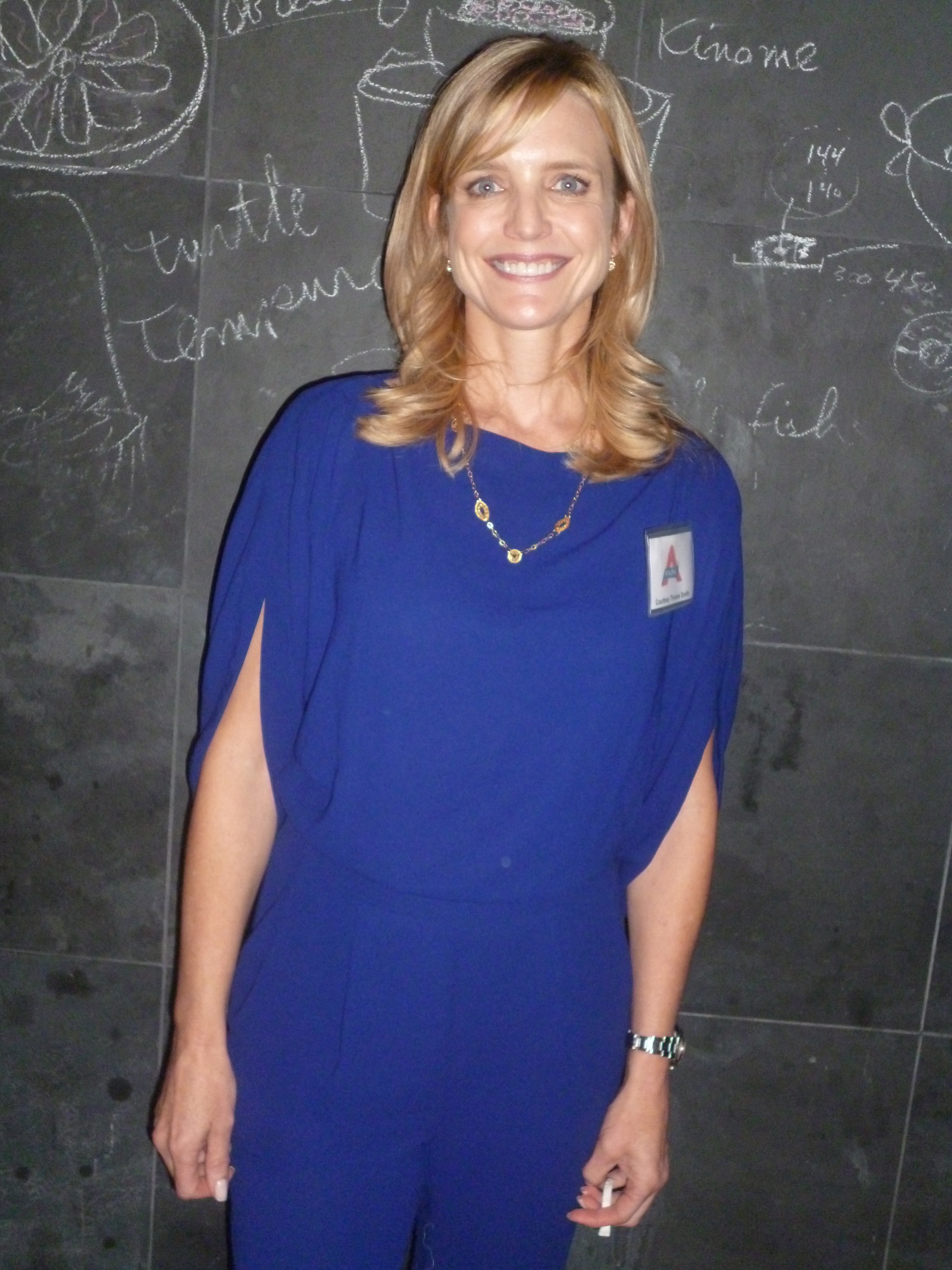
Courtney Thorne-Smith interpreta Alison Parker
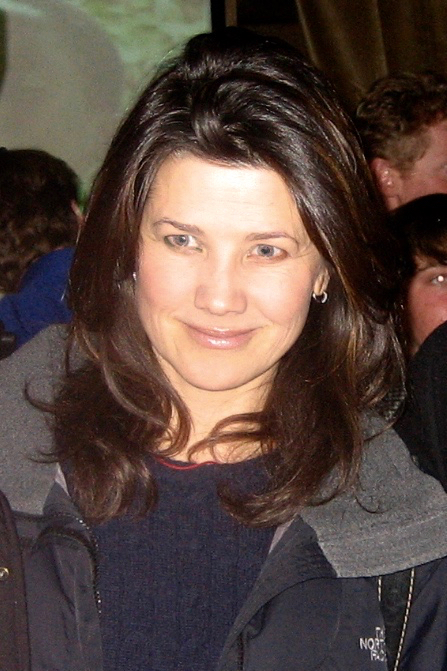
Daphne Zuniga interpreta Jo Beth Reynolds
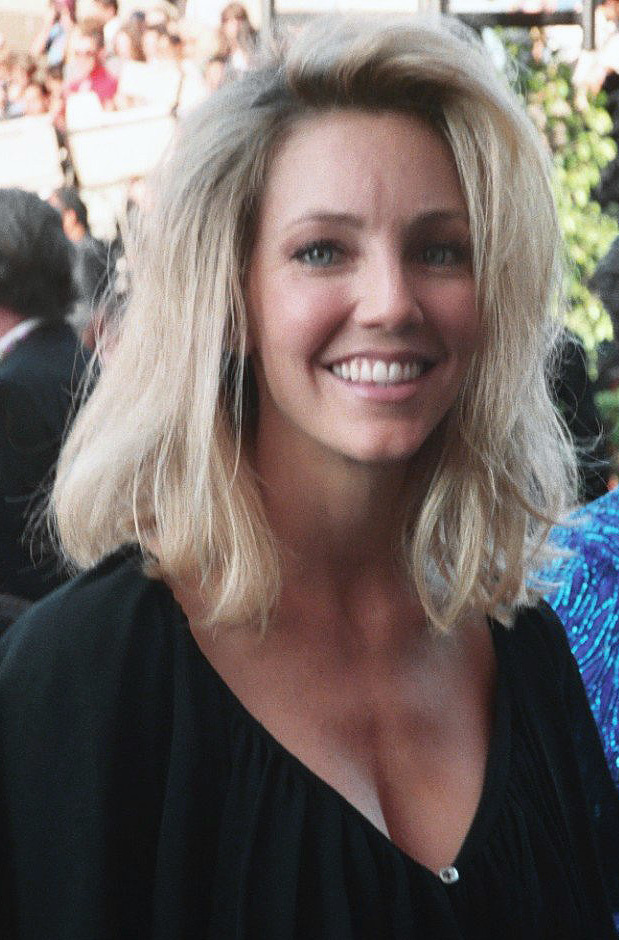
Heather Locklear interpreta Amanda Woodward
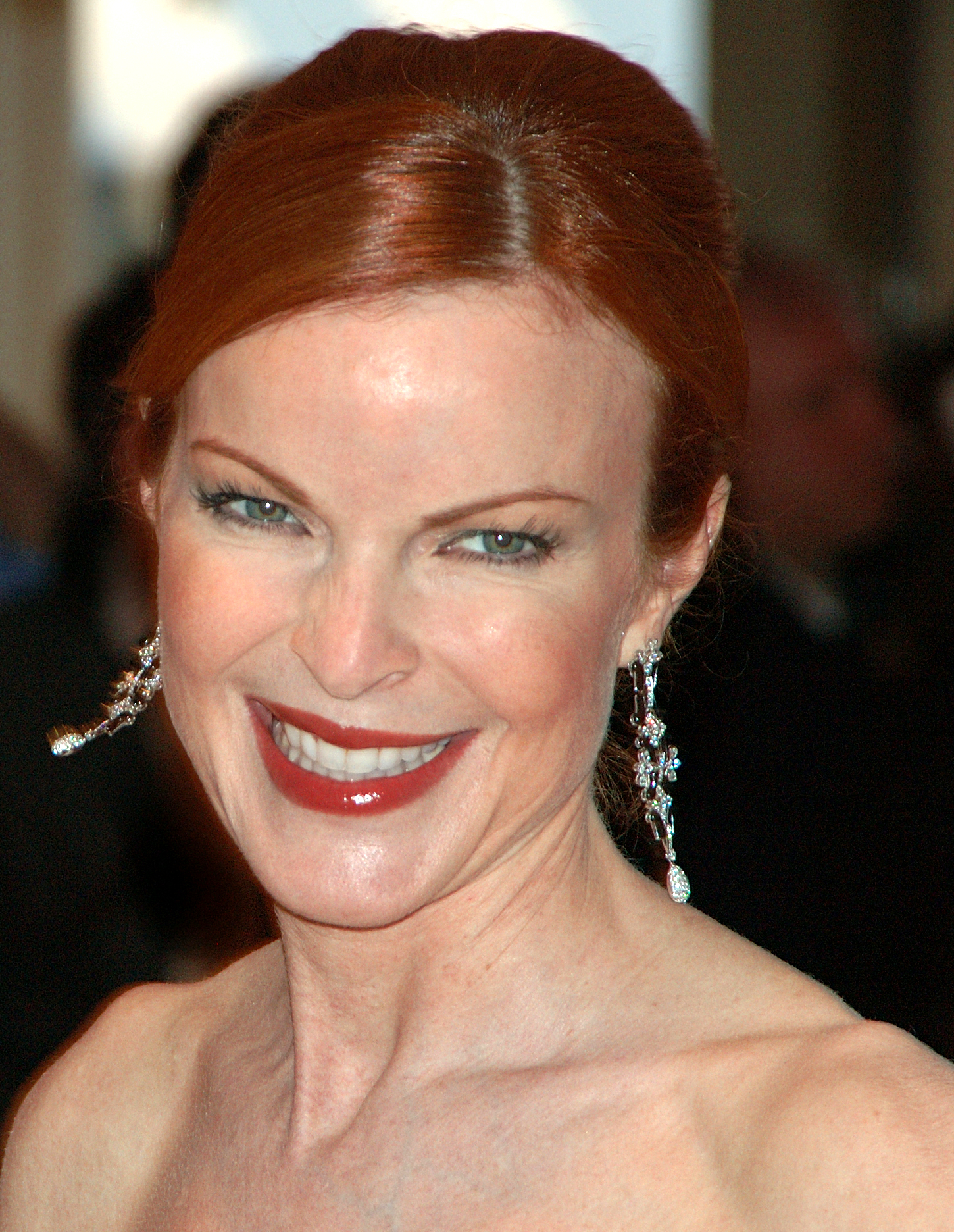
Marcia Cross interpreta la dott.ssa Kimberly Shaw
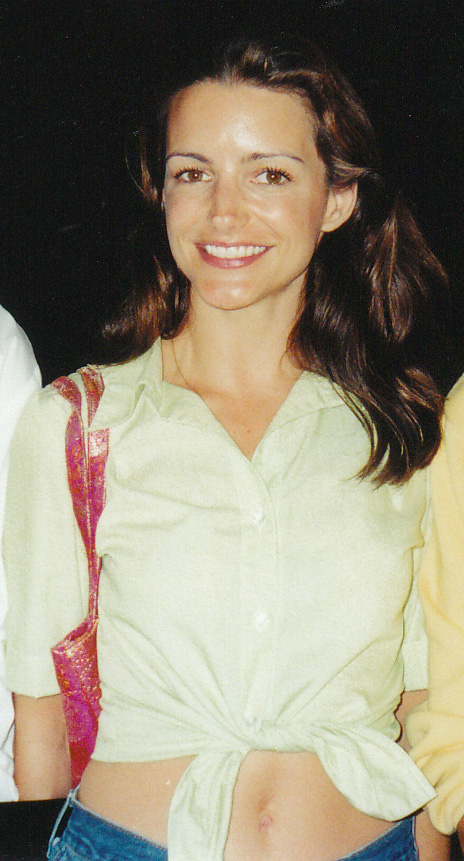
Kristin Davis interpreta Brooke Armstrong
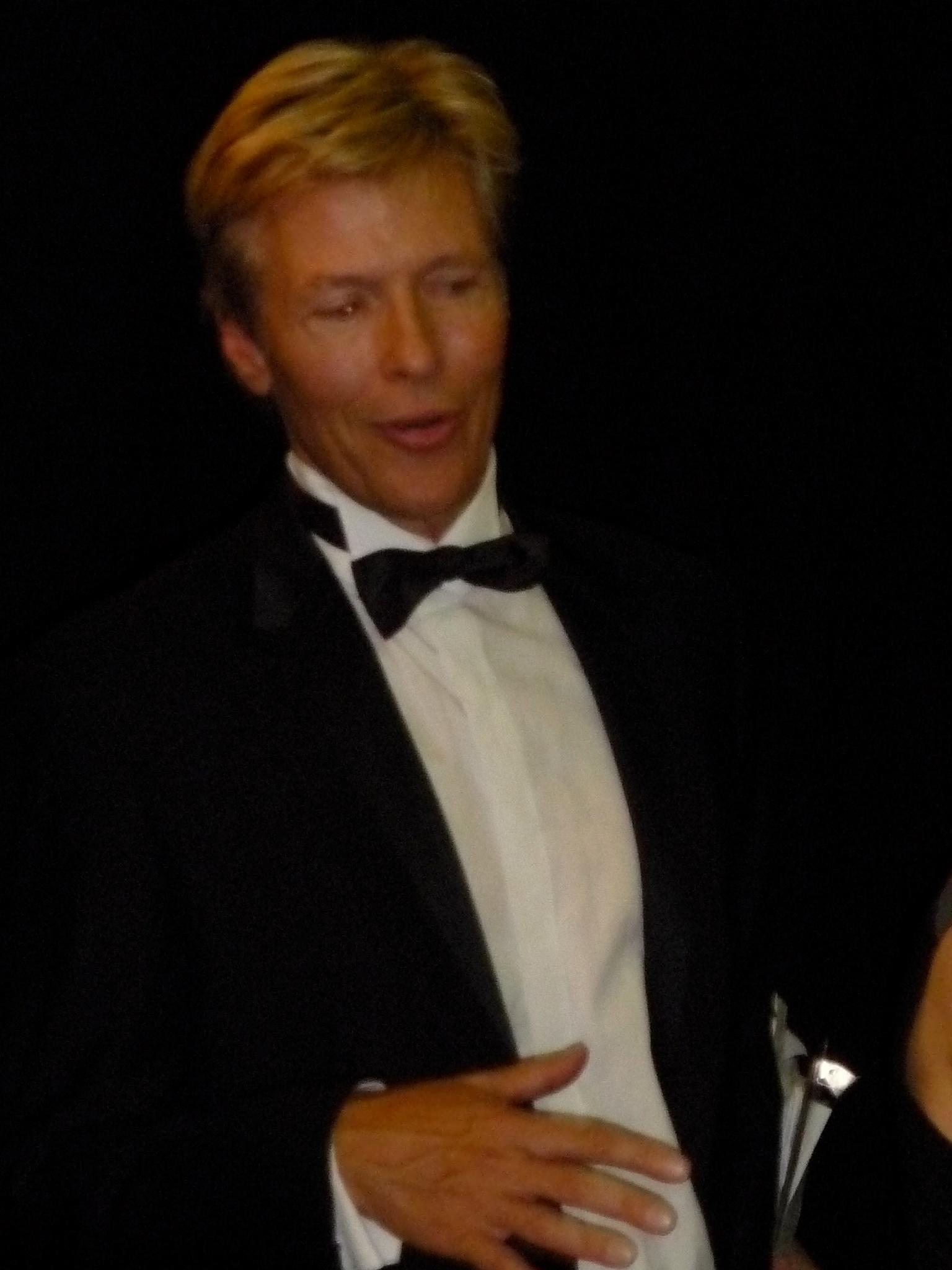
Jack Wagner interpreta il dott. Peter Burns
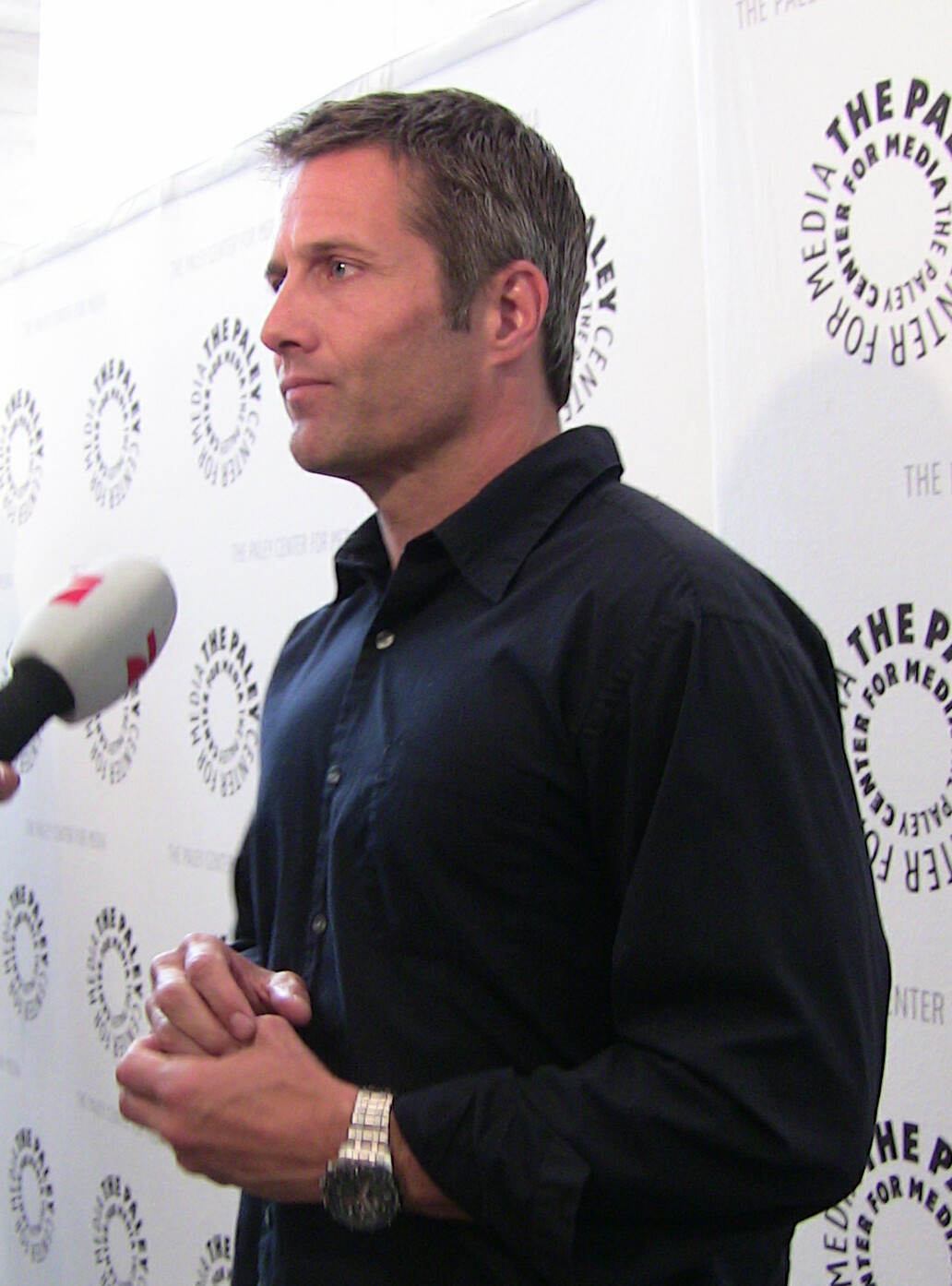
Rob Estes interpreta Kyle McBride
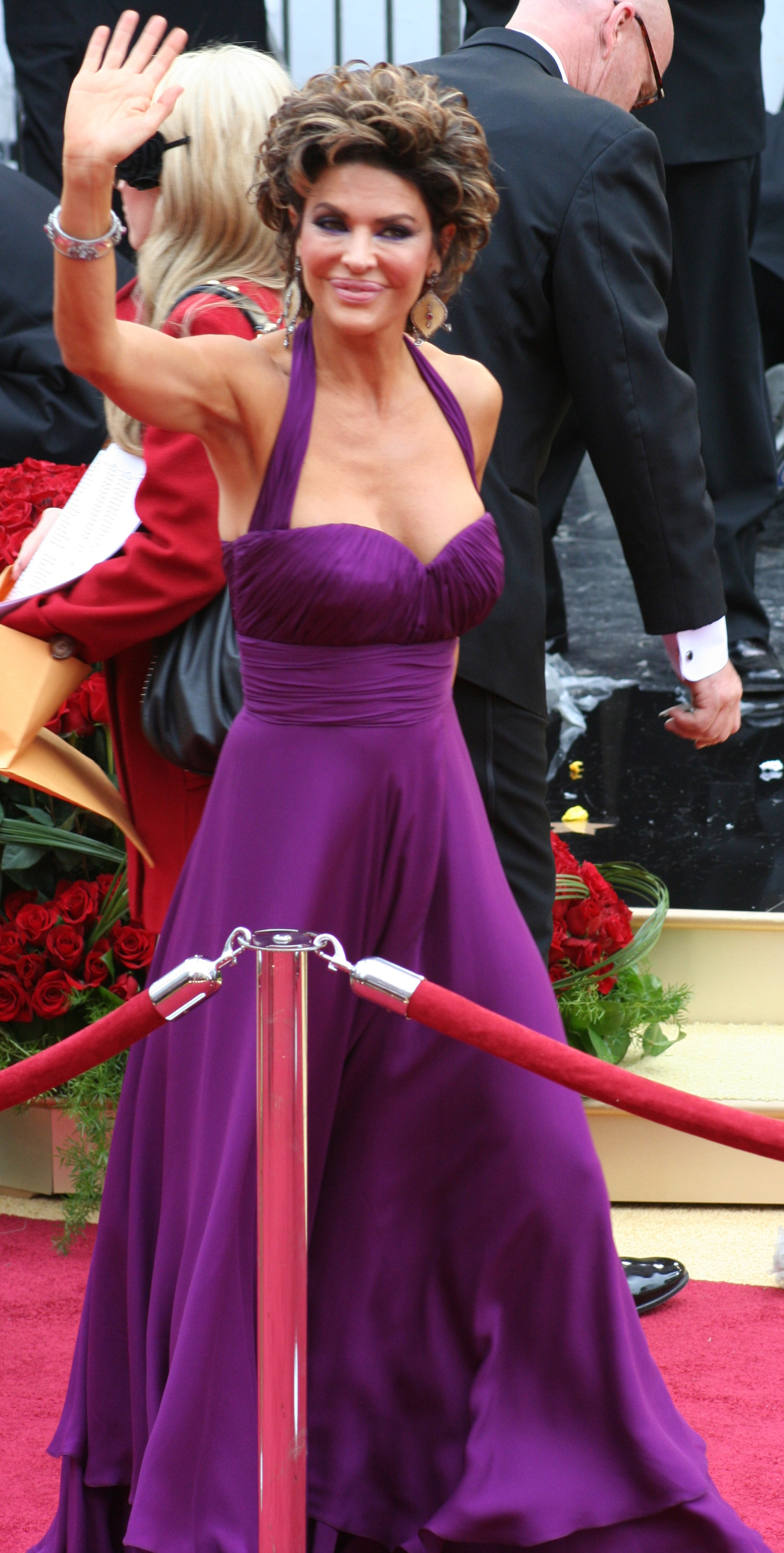
Lisa Rinna interpreta Taylor Davis-McBride
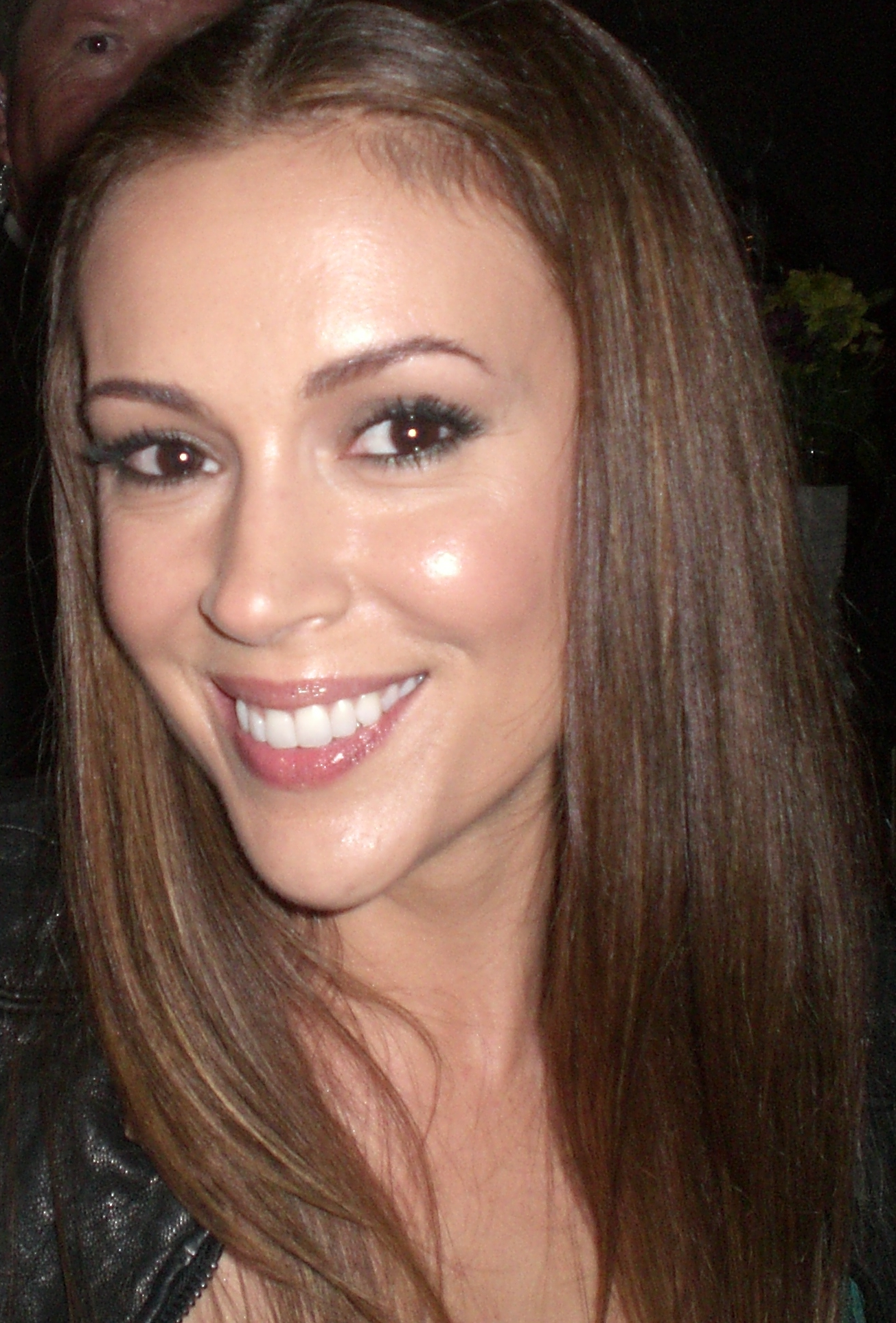
Alyssa Milano interpreta Jennifer Mancini
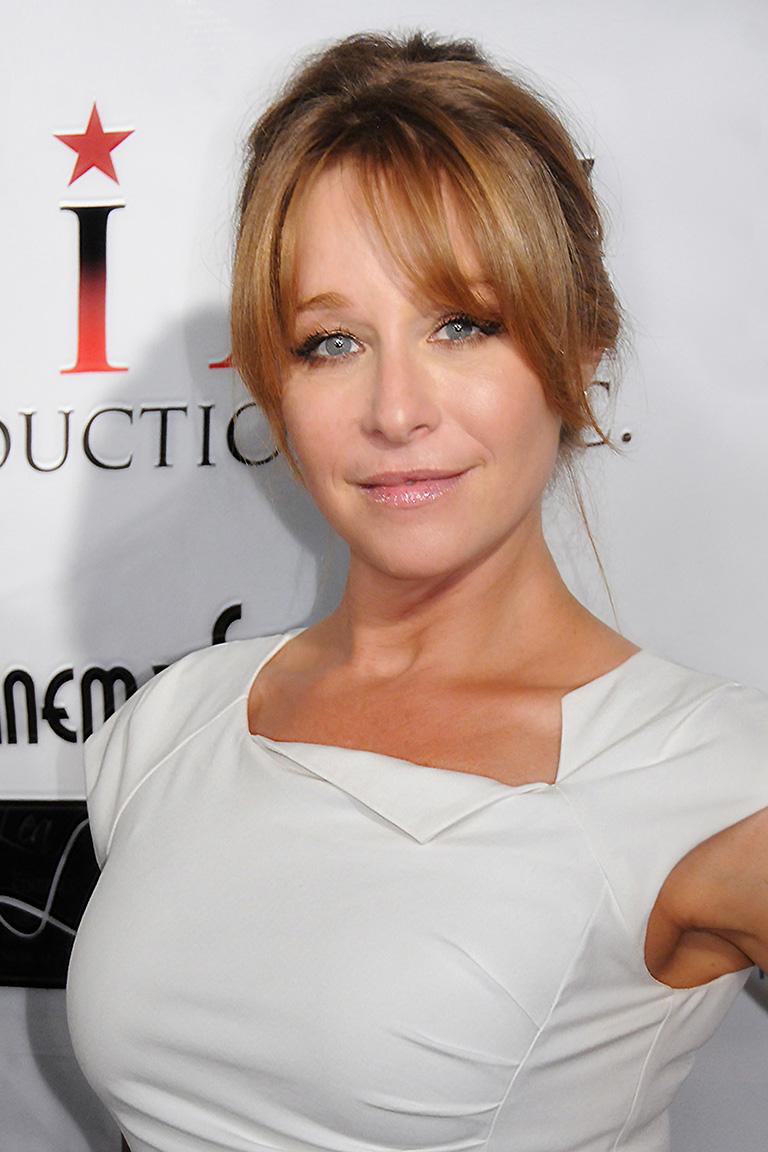
Jamie Luner interpreta Lexi Sterling
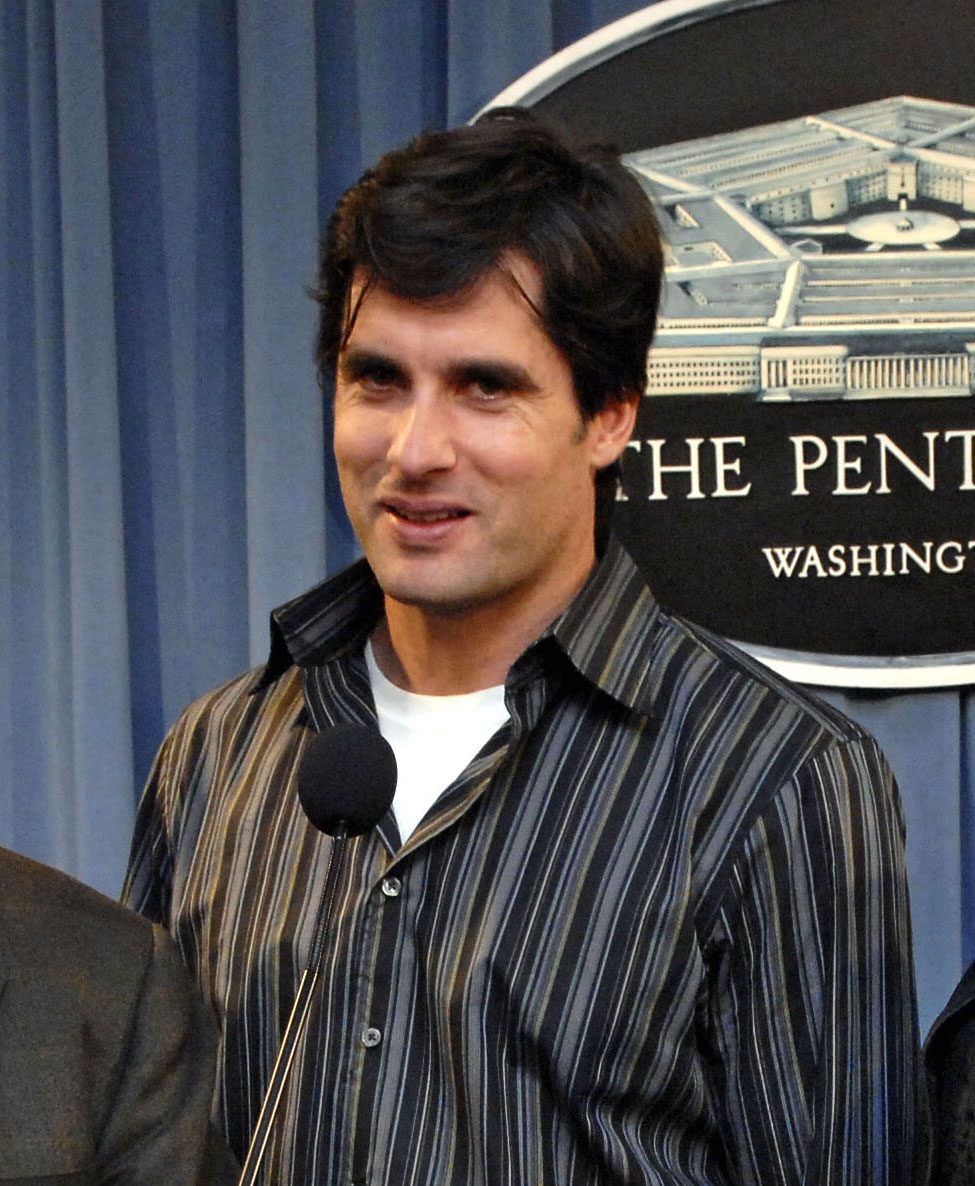
John Haymes Newton interpreta Ryan McBride
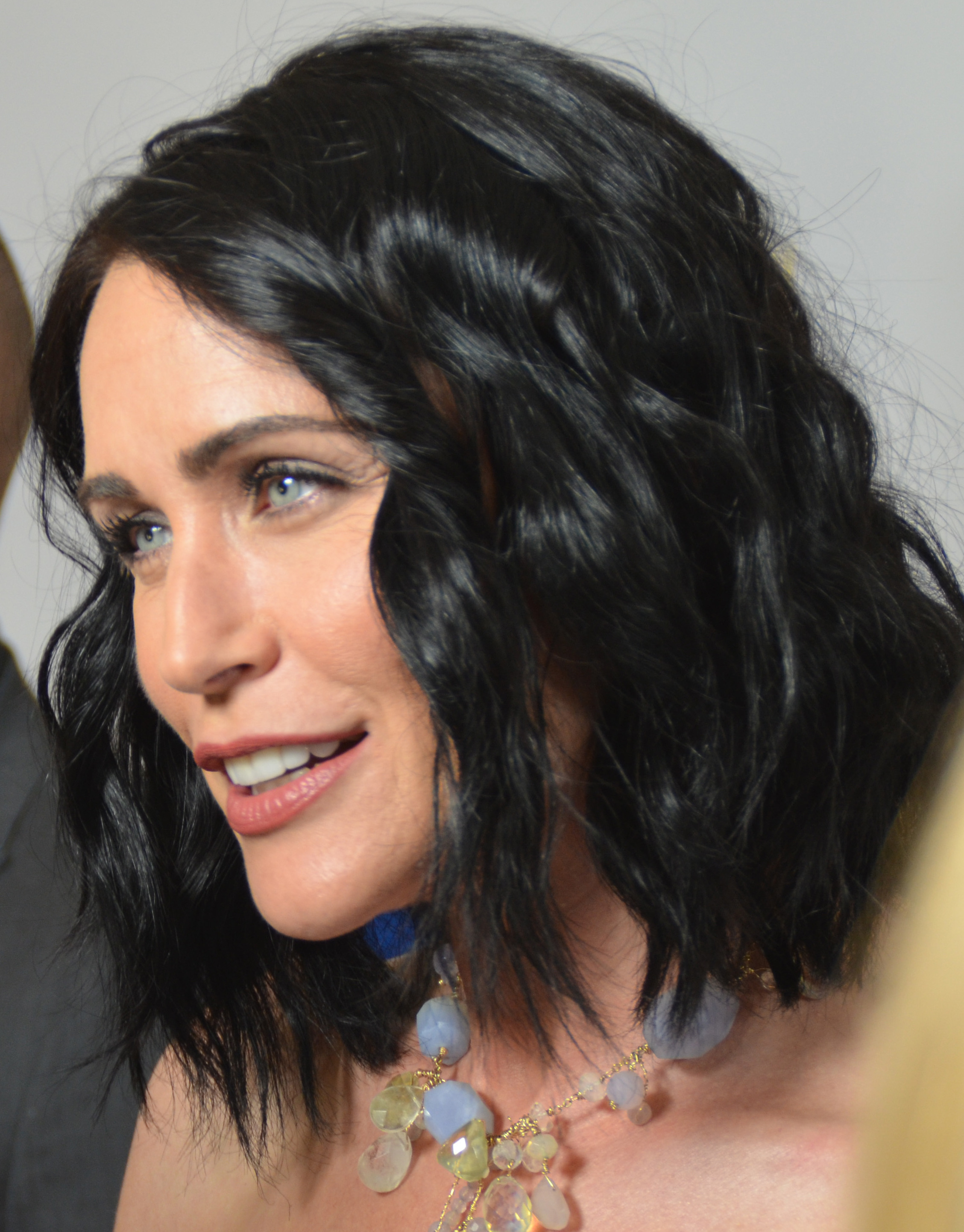
Rena Sofer interpreta Eve Cleary

### Guest star
| - Jennie Garth: Kelly Taylor - Brian Austin Green: David Silver - Ian Ziering: Steve Sanders - Tori Spelling: Donna Martin - Brian Bloom: Zack Phillips - Victoria Silvstedt: Infermiera Ingrid - Antonio Sabàto Jr.: Jack Parezi - Famke Janssen: Diane Adamson - Gina Gershon: Ellen - Jeremy Davies: Pete Stoller - Priscilla Presley: Infermiera Benson - Alexandra Paul: Terry O'Brien - Denise Richards: Brandi Carson - Traci Lords: Rikki Abbott - Jeri Ryan: Valerie Madison - Chris Isaak: Sé stesso | - Anne-Marie Johnson: Alycia Barnett - Mara Wilson: Nikki Petrova - Jason Beghe: Jeffrey Lindley - Perry King: Hayley Armstrong - Dan Cortese: Jess Hanson - John Enos III: Bobby Parezi - Chad Lowe: Carter Gallavan - David James Elliott: Terry Parsons - Linda Gray: Hillary Michaels - William R. Moses: Keith Gray - Julie Newmar: Sé stessa - Tracy Nelson: Meredith Parker |

## Episodi
Il primo e l'ultimo episodio della prima stagione hanno durata speciale di 80 minuti e fanno caso a parte rispetto agli altri episodi della serie divisi (e intitolati) proprio in due parti.
| Stagione         | Episodi | Prima TV originale | Prima TV Italia |
| ---------------- | ------- | ------------------ | --------------- |
| Prima stagione   | 32      | 1992-1993          | 1993-1994       |
| Seconda stagione | 32      | 1993-1994          | 1994-1995       |
| Terza stagione   | 32      | 1994-1995          | 1995-1996       |
| Quarta stagione  | 34      | 1995-1996          | 1996-1998       |
| Quinta stagione  | 34      | 1996-1997          | 1998-1999       |
| Sesta stagione   | 27      | 1997-1998          | 1999-2000       |
| Settima stagione | 35      | 1998-1999          | 2000            |

## Programmazione e messa in onda Italiana
In Italia fu programmata dal 7 ottobre 1993 al 16 luglio 2000 da Italia 1 (dall'11 settembre al 23 ottobre 1996 la serie passò brevemente su Rete 4, che trasmise quattordici episodi della quarta stagione in prima serata). Dall'episodio pilota sino al diciannovesimo episodio della quarta stagione, Mediaset ha trasmesso Melrose Place in prima serata, a cadenza settimanale o bisettimale, con un episodio o due accorpati. Dal ventesimo episodio della quarta stagione sino al diciannovesimo della quinta, la serie è stata trasmessa in fascia preserale nei giorni feriali su Italia Uno. Dal ventesimo episodio della quinta stagione sino all'ultimo della settima, MP è andata invece in onda la domenica pomeriggio, con uno o due episodi a seconda delle esigenze di palinsesto. Il finale di serie fu trasmesso il 16 luglio 2000. Dopo la brusca sospensione in prima serata, la serie subì per due volte lunghi periodi di pausa, dall'ottobre 1996 al dicembre 1997 e dal gennaio 1998 all'agosto 1999. In entrambi i casi gli episodi ancora inediti della serie furono tenuti in magazzino in attesa di deciderne l'adeguata collocazione in palinsesto, dopo il calo d'ascolti di cui aveva sofferto. Le stagioni più seguite in Italia sono state le prime due, con elevati indici d'ascolto e circa quattro milioni di telespettatori in prima serata; dalla terza è cominciato un graduale calo, nonostante le trame avvincenti e sempre più intricate che i seguaci della serie adoravano ma che forse allontanavano i telespettatori saltuari, per via dei continui colpi di scena presentati e le relazioni tra i personaggi viepiù complicate.
Nel 2009, l'intera serie venne riproposta in orario pomeridiano feriale su Rai 4, dopo molti anni di assenza dai palinsesti televisivi.

## Spin-off:Models, Inc.
Models, Inc. è una serie televisiva statunitense andata in onda negli USA sulla rete Fox dal 29 giugno 1994 ed è la terza serie nella franchigia (franchise) di Beverly Hills 90210. Tra i protagonisti della serie vi erano Linda Gray e Cassidy Rae, apparse negli ultimi 5 episodi della seconda stagione di Melrose rispettivamente nei ruoli di Hillary Michaels, madre del personaggio di Amanda Woodward (Heather Locklear), e della modella Sarah Owens. Jo (Daphne Zuniga) e Jake (Grant Show) appaiono nell'episodio pilota della serie. La serie ebbe scarso successo e fu interrotta al termine della prima stagione.

## Remake\sequel:Melrose Place
Melrose Place è una serie televisiva statunitense in onda sulla The CW a partire dall'8 settembre 2009.
È la quinta serie nella franchigia di Beverly Hills 90210 ed è una versione aggiornata della serie anni novanta Melrose Place, incentrata su un gruppo di giovani adulti che vivono in un condominio di appartamenti a West Hollywood in California. Todd Slavkin e Darren Swimmer, in passato tra i produttori di Smallville, sono i caposceneggiatori della serie. Stando a quanto dichiarato da Entertainment Weekly, la prima stagione ruoterà attorno a un misterioso omicidio che coinvolgerà i personaggi di Sydney Andrews (Laura Leighton) e Michael Mancini (Thomas Calabro), provenienti dalla serie originale, oltre a qualche nuovo personaggio. Tale seguito non ha incontrato i favori del pubblico ed è stato interrotto dopo una sola stagione.